# Julio María López Orozco
Julio María López Orozco (Elx, 1885 - 1970) fou un metge i polític valencià, diputat a Corts Espanyoles durant la Segona República.

## Biografia
Fou membre de la Reial Acadèmia de Medicina de Catalunya i fou conegut per atendre gratuïtament als pacients més pobres. Durant la Primera Guerra Mundial fou membre de la Lliga Antigermanòfila, i de la maçoneria des de 1920 (Lògia Constante Alona d'Alacant).
El 1929 fou un dels fundadors al Partit Republicà Radical Socialista juntament amb Marcel·lí Domingo, Álvaro de Albornoz i Félix Gordón Ordás i fou empresonat tres mesos després de la sublevació de Jaca.
A les eleccions generals espanyoles de 1931 fou elegit diputat per la província d'Alacant i formà part de la Comissió Gestora de la Mancomunitat del Segura. En acabar la guerra civil espanyola fou condemnat a 25 anys de presó pel Tribunal Especial de Repressió de la Maçoneria i del Comunisme, reduïda després a 12 anys.